# Propriedade comum
Propriedade comum, ou propriedade coletiva, é um princípio relacionado à política, sociologia e economia no qual o patrimônio de uma empresa ou outra organização não são divididos nem por qualquer um de seus membros individuais, nem por uma instituição pública como um órgão governamental. É, portanto, diferente da propriedade pública. Assim, ao invés de serem "donos" da empresa, seus membros são considerados administradores da mesma e seus bens são passados para as gerações futuras. A propriedade comum é uma forma de "neutralização" de capital, aquisição e controle de uma empresa em virtude da participação na mesma, em vez de através da injeção de capital.
Muitos movimentos socialistas defendem o uso da propriedade comum dos meios de produção como um objetivo final ou resultado do desenvolvimento das forças produtivas. Socialistas reconhecem a distinção entre propriedade pública/estatal e propriedade comum.